# Panot

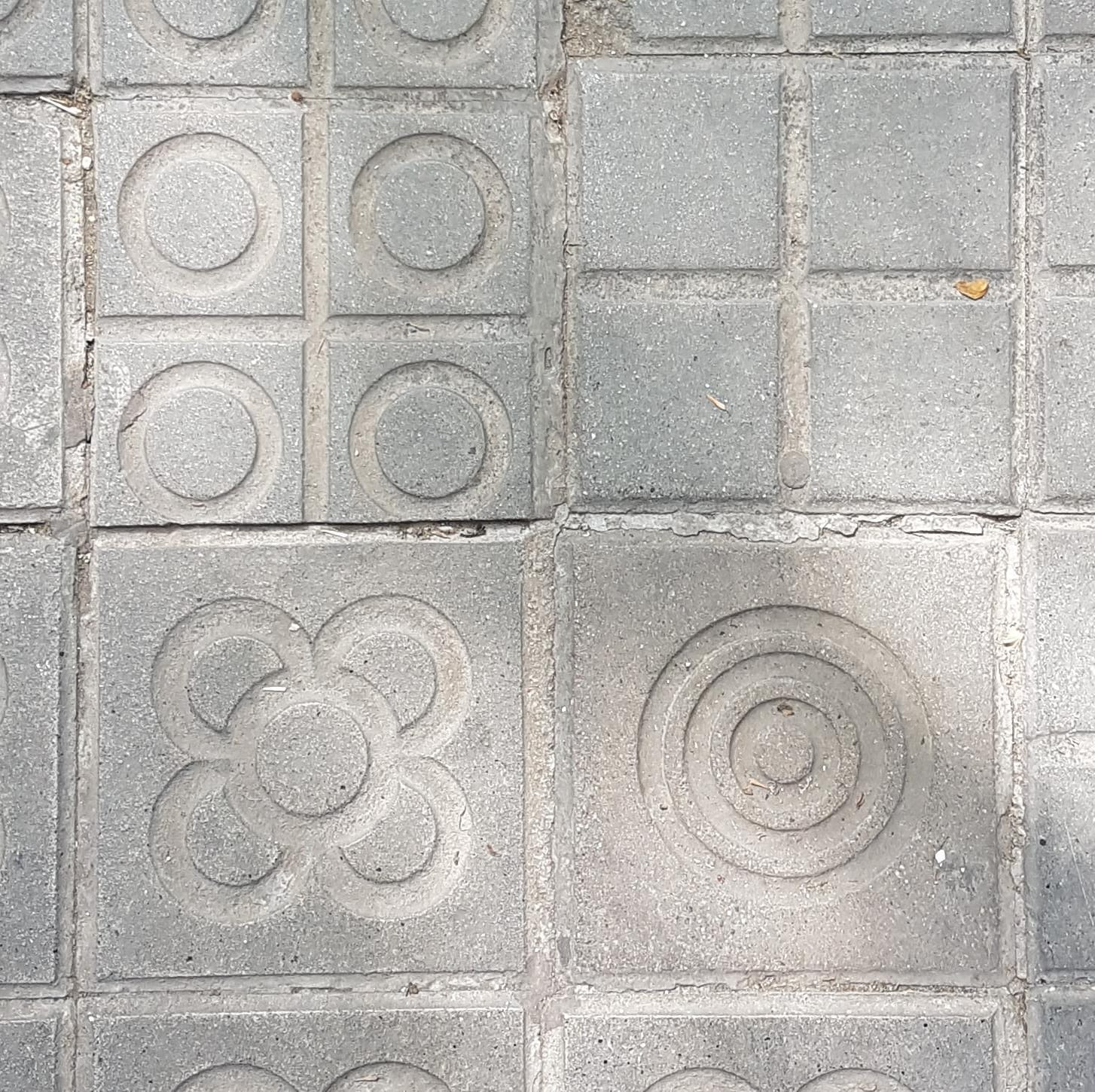
4 panots diferents en una vorera de l'Eixample de Barcelona, a la cruïlla del carrer Aribau amb Diputació

Un panot és una lloseta de morter de ciment i sorra destinada a fer paviments resistents, especialment els situats a la intempèrie. El seu origen etimològic prové del francès panneau, que entre altres coses, fa referència a una llosa utilitzada a la construcció.
El 1906 a Barcelona es van estandarditzar cinc models de panot: el de flor, el de calavera, el de cercles concèntrics, el de quatre pastilles amb quatre cercles i, per acabar, el de quatre pastilles, el més estès als carrers de Barcelona. Alguns dissenys de panots són cèlebres, com ara el panot Gaudí d'Antoni Gaudí, amb referències animals i vegetals, que es troba al passeig de Gràcia de Barcelona; i el de flor de Barcelona de Josep Puig i Cadafalch, imitat després per la rajola de Bilbao (baldosa de Bilbao); el panot de Súria, en forma d'espiga o el panot de Mataró.
Els panots solen utilitzar-se en la pavimentació de les voreres dels carrers, a diferència de les llambordes, que solen situar-se en la calçada.

## Galeria d'imatges

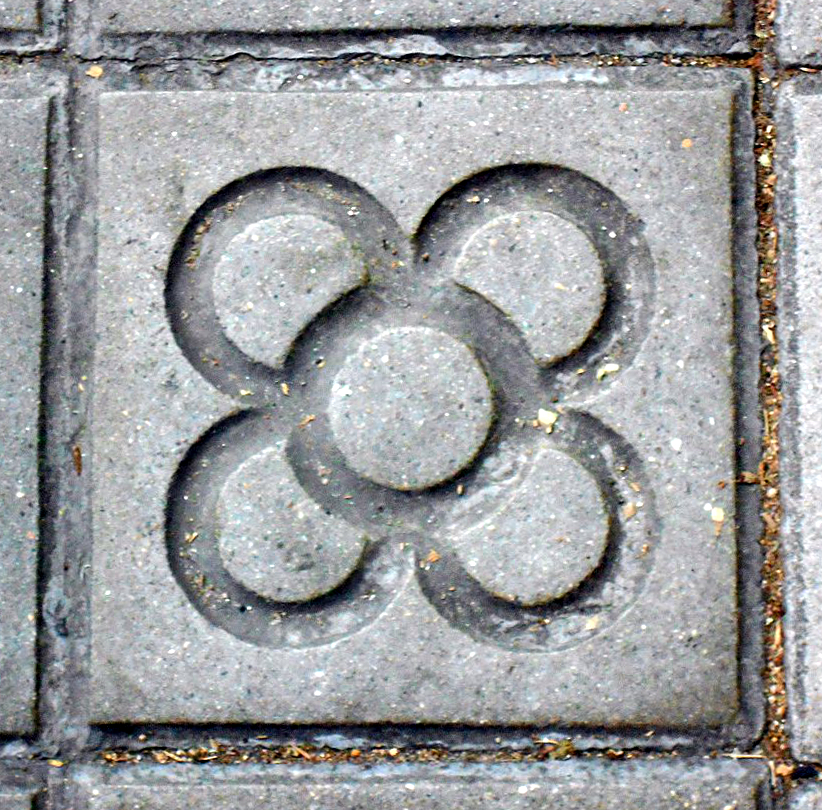
Panot «flor de Barcelona».
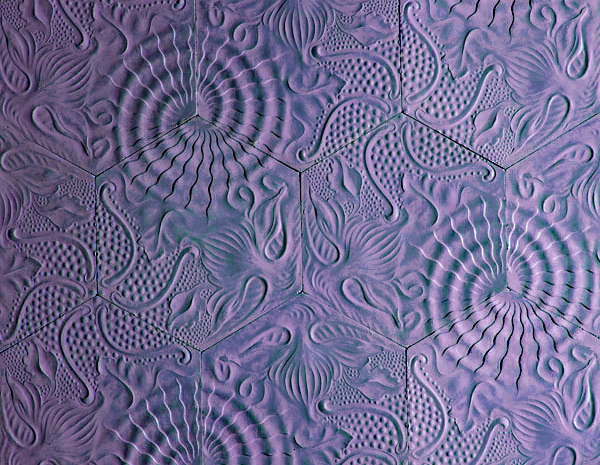
Panot Gaudí
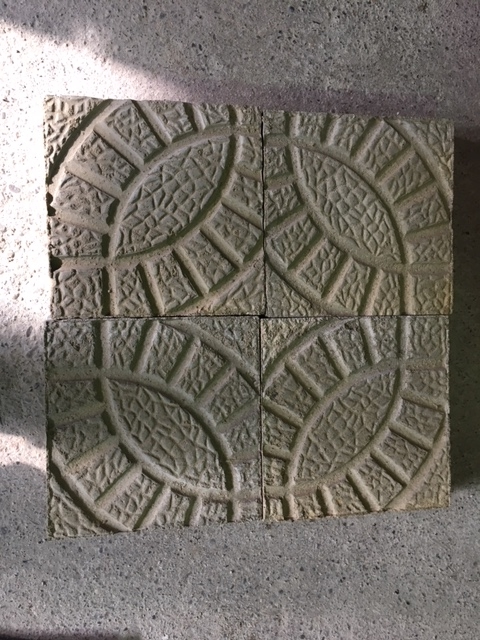
Panot Súria